# Marcha del Orgullo LGBT de Quito
La Marcha del Orgullo LGBT de Quito es una manifestación que se celebra de forma anual en la ciudad de Quito, capital de Ecuador, en conmemoración del Día Internacional del Orgullo LGBT. Durante la marcha, personas pertenecientes a las poblaciones LGBT y heterosexuales aliados recorren calles de la ciudad junto con carros alegóricos, banderas del orgullo, máscaras y trajes coloridos.
La marcha se realizó por primera vez en 1998 y durante sus primeras ediciones su concurrencia alcanzaba los centenares de personas. Con el pasar de los años, la marcha ha aumentado paulatinamente el número de participantes, hasta alcanzar cerca de 25 000, como sucedió en 2022.
Entre las autoridades políticas que han asistido a la marcha como forma de demostrar su apoyo se encuentra Pabel Muñoz, alcalde de la ciudad, y Paola Pabón, prefecta provincial de Pichincha, quienes asistieron a la edición de 2023. Anteriormente, la marcha había contado con la participación de concejales municipales, entre ellos Margarita Carranco, quien asistió en 2008.

## Historia

### Primeras ediciones (1998-2005)
La primera marcha del orgullo LGBT de Quito se realizó el 28 de junio de 1998, al año siguiente de la despenalización de la homosexualidad en Ecuador. Esta fue además la primera marcha de este tipo en la historia del país. El evento fue organizado por la fundación Fedaeps y contó con la participación de una veintena de personas que iniciaron el recorrido en el Parque el Arbolito y caminaron por las avenidas Patria, Amazonas, Ignacio de Veintimilla, 6 de Diciembre y Alfredo Baquerizo Moreno, hasta desembocar en las instalaciones de Fedaeps.
El evento volvió a organizarse el 28 de junio de 2001 y desde entonces se realiza de forma anual. Aquella edición contó con la participación de un centenar de personas. Las primeras ediciones de la marcha se realizaron en el centro histórico de Quito y fueron organizadas por Fedaeps y la red nacional GLBT. La marcha de 2002 inició en la Plaza de San Blas y culminó en la Plaza del Teatro, donde se instaló un escenario para un espectáculo musical; mientras que la de 2003, que contó con alrededor de 400 participantes, empezó en la Plaza de Santo Domingo y finalizó de igual modo en la Plaza del Teatro. Los marchas de 2004 y de 2005 recorrieron la Calle Guayaquil y culminaron en la Plaza de Santo Domingo, aunque la segunda alcanzó menor asistencia que ediciones pasadas.

### Festivales y marchas en La Mariscal (2005-2016)
En junio de 2005, de forma paralela a la marcha realizada por Fedaeps en el centro histórico, la Fundación Equidad organizó el festival de la diversidad sexual, por iniciativa del activista Orlando Montoya. Este festival continuó realizándose en años subsiguientes y luego se convirtió en el evento de cierre de la marcha del orgullo, que desde 2008 pasó a ser organizada por Equidad y movió su recorrido al sector de La Mariscal, en el norte de la urbe. La marcha de ese año inició su recorrido en las instalaciones del Ministerio de Cultura y Patrimonio y culminó en la Plaza Foch, que se convirtió en el sitio recurrente del festival artístico. El evento contó con la presencia de la concejala Margarita Carranco.
La Corporación Kimirina y la Casa de la hermana trans se unieron a Equidad en la organización del evento en su edición de 2009. La ruta de este año inició en las avenidas Colón y Juan León Mera, recorrió las avenidas Amazonas e Ignacio de Veintimilla y desembocó en la Plaza Foch para el festival musical. Hasta 2016, la marcha continuó siguiendo un trayecto similar y finalizando en la Plaza Foch.
En cuanto a concurrencia, para 2013 la marcha alcanzó los 2500 asistentes.

### Regreso al centro histórico (2017-2018)

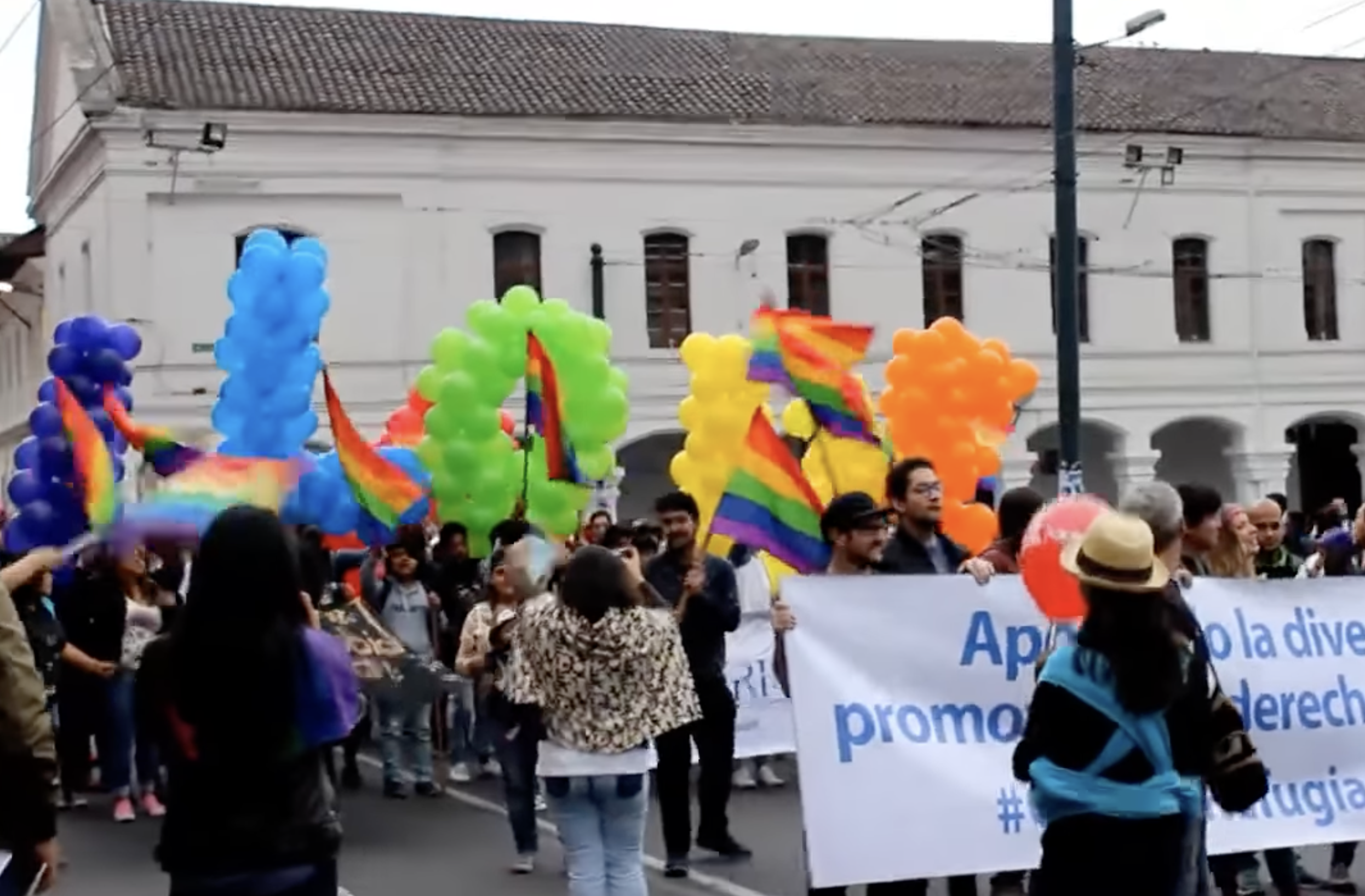
Participantes de la Marcha del Orgullo LGBT de Quito en 2018.

En 2017, la marcha del orgullo regresó al centro histórico de Quito, en honor del vigésimo aniversario de la despenalización de la homosexualidad en Ecuador. El evento tuvo lugar el 1 de julio y su recorrido inició en la Plaza Simón Bolívar, en el Parque La Alameda, continuó por la Calle Guayaquil y culminó en el Parque Urbano Cumandá, donde tuvo lugar el festival artístico. Días antes de la marcha, autoridades nacionales iluminaron el Palacio de Carondelet con los colores de la bandera LGBT en honor al Día Internacional del Orgullo, hecho que se repitió en fechas posteriores.
La marcha de 2018 siguió el mismo recorrido que la del año anterior y tuvo una asistencia de alrededor de 10 000 personas. La caminata estuvo encabezada por el activista Geovanny Jaramillo y contó con la presencia de Helen Bicknell y Nicky Rothon, demandantes en el Caso Satya.

### Ediciones recientes (desde 2019)
En 2019, la marcha fue movida al sector del Parque La Carolina y se realizó el 29 de junio. Originalmente iba a iniciar en la intersección de las avenidas Japón y Naciones Unidas, pero luego el recorrido fue ampliado para iniciar en las avenidas Amazonas y De la República, cruzar las avenidas Amazonas, Naciones Unidas, de los Shyris y desembocar en el área de la Cruz del Papa, en la pista atlética del parque La Carolina, donde se desarrolló el festival. Adicionalmente, se realizó una marcha del orgullo alterna que inició en las avenidas 10 de Agosto y Río Cofanes.
Esta edición ocurrió en el contexto de la legalización del matrimonio entre personas del mismo sexo en Ecuador, que tuvo lugar el 12 de junio del mismo año gracias a un dictamen de la Corte Constitucional. Debido a ello, la marcha del orgullo coincidió con una marcha ocurrida la mañana del mismo día que fue organizada por grupos conservadores en rechazo al dictamen de la corte.
La marcha fue cancelada en 2020 y 2021 debido a la Pandemia de COVID-19, mientras que en 2022 fue pospuesta al 30 de julio a causa del Paro Nacional de Ecuador. Esta edición repitió el recorrido de 2019 alrededor del Parque La Carolina y alcanzó cerca de 25 000 asistentes.
En su edición de 2023, la marcha contó con la participación del alcalde de la ciudad, Pabel Muñoz, y la prefecta de Pichincha, Paola Pabón. La ruta inició en la intersección de la avenida Amazonas y la calle Luis Cordero y avanzó hasta el edificio de la Casa de la Cultura Ecuatoriana, en las avenidas 6 de Diciembre y Patria. Al año siguiente, la marcha inició en las avenidas Amazonas y Villalengua y culminó en el Parque Bicentenario.
Hasta 2024, la marcha era organizada por la Mesa Autónoma LGBTIQ+ de la ciudad en conjunto con varias organizaciones de activistas. No obstante, en 2025 las agrupaciones organizadoras se separaron debido a discrepancias internas y se realizaron dos marchas. La primera se llevó a cabo el 21 de junio y fue realizada por la agrupación Orgullo Quito, mientras que la segunda tuvo lugar el 28 de junio y estuvo a cargo de Orgullofff.